# Maison, 6 rue de Verdun (Saint-Jean-d'Angély)
La maison, bâti au XVIe siècle, est située 6 rue de Verdun à Saint-Jean-d'Angély, en France. L'immeuble a été inscrit au titre des monuments historiques en 1943.

## Historique
Le bâtiment est inscrit au titre des monuments historiques par arrêté du 26 août 1943.